# Björkskär
För andra betydelser, se Björkskär (olika betydelser).

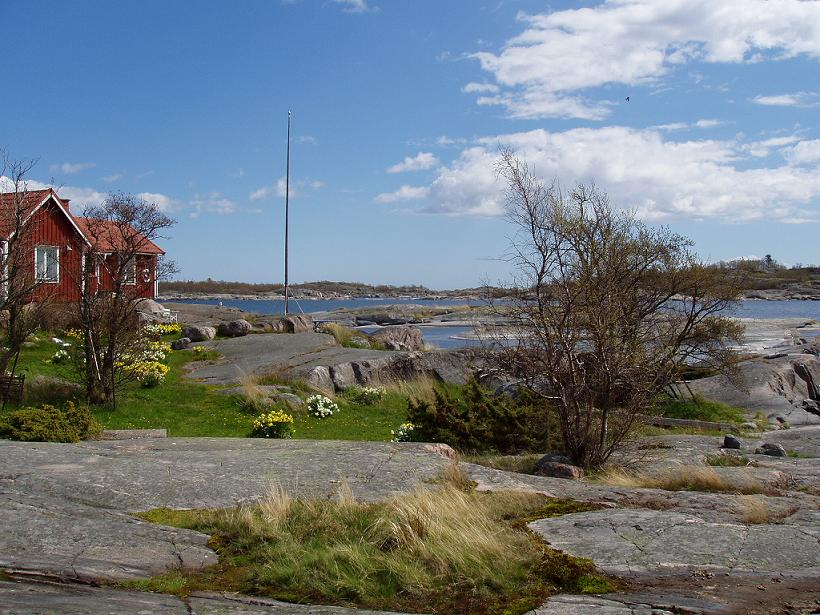
Björkskär på försommaren. Tillsynspersonalens sommarbostad till vänster i bild.

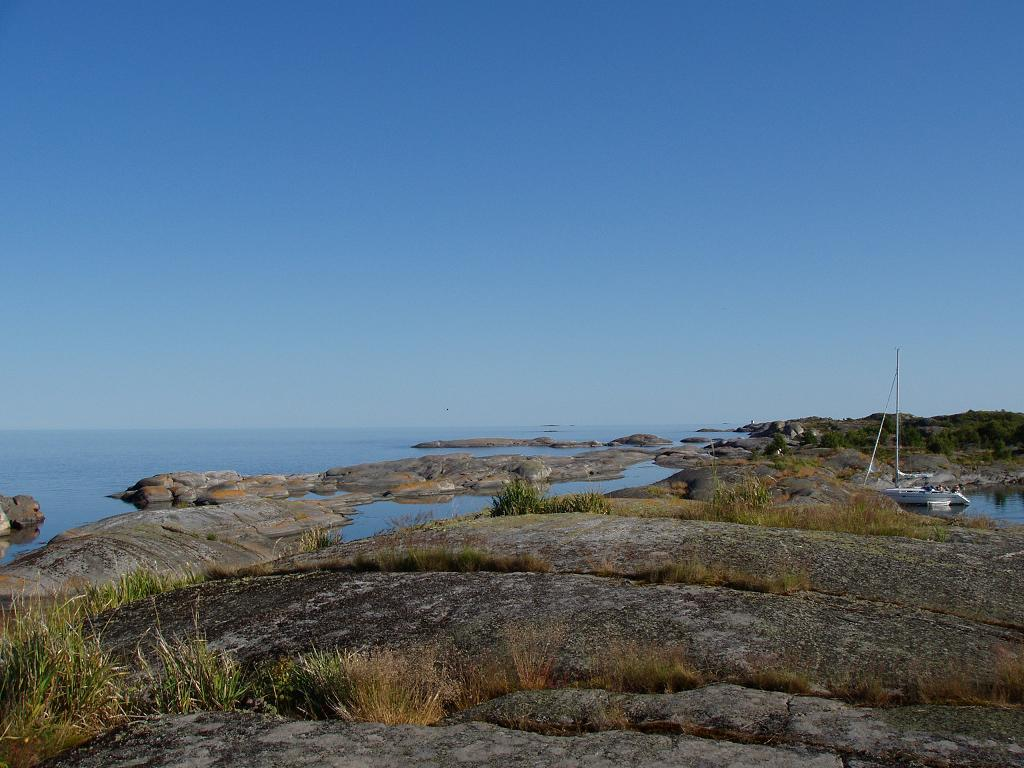
Björkskärs skärgårds ostsida. Vy från ön Skinnbroken mot sydost och fyren på Ljusskär längst bort i bild. Fyrkaraktär FI(2) WGR 6s.

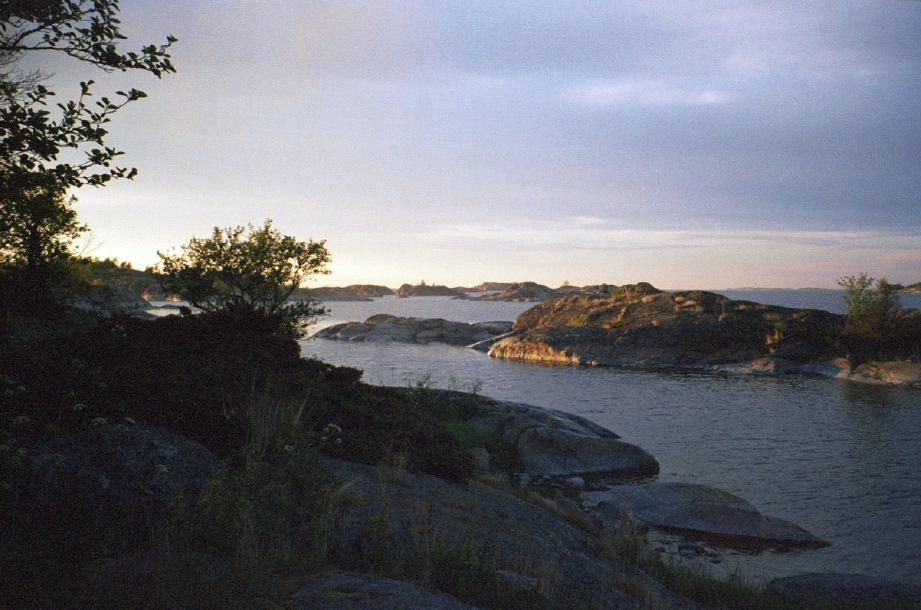
En vy norrut från bastun vid Kråkvilan på Björkskär en försommarkväll.

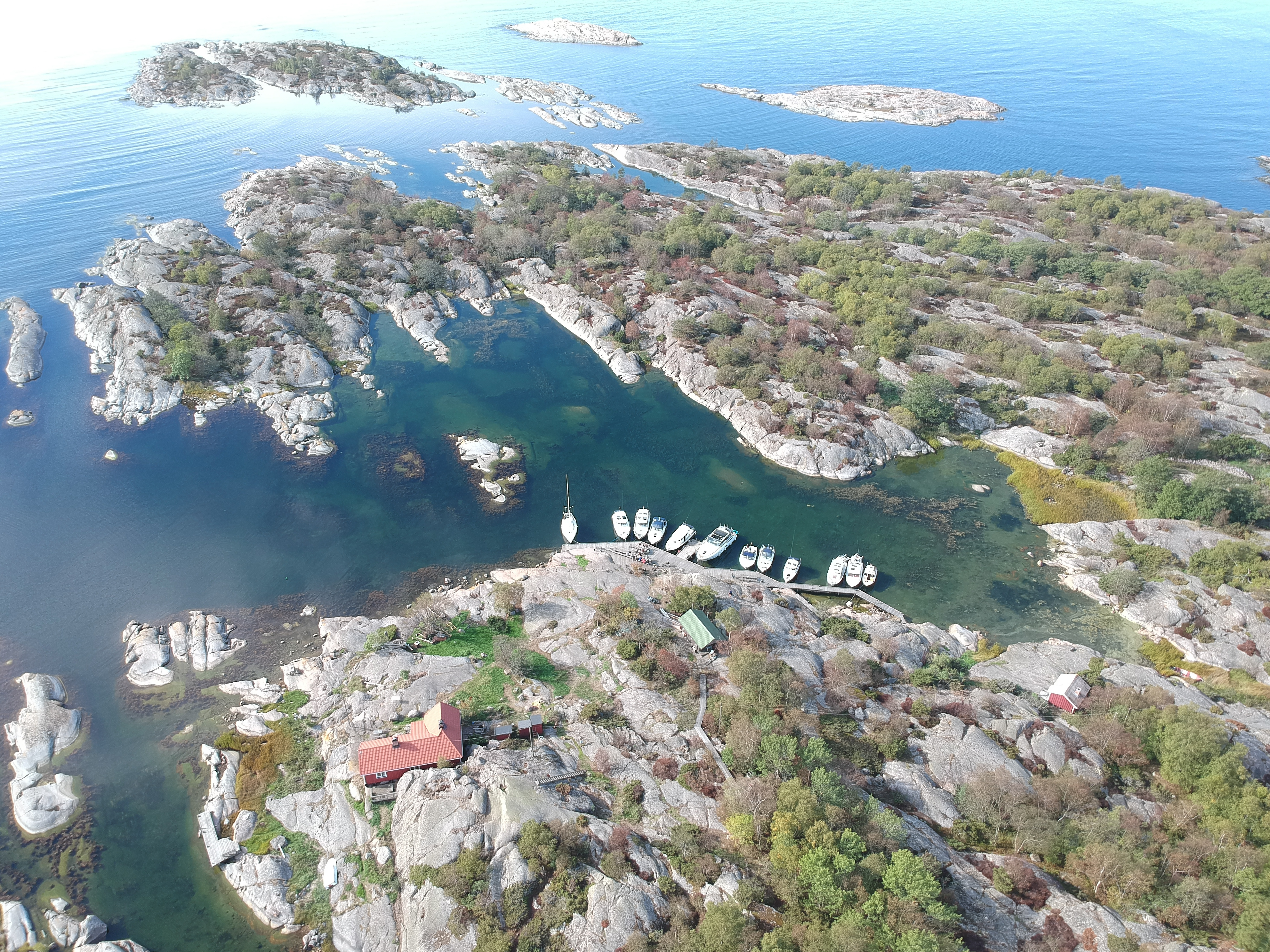
Flygfoto av bryggan på Björkskär

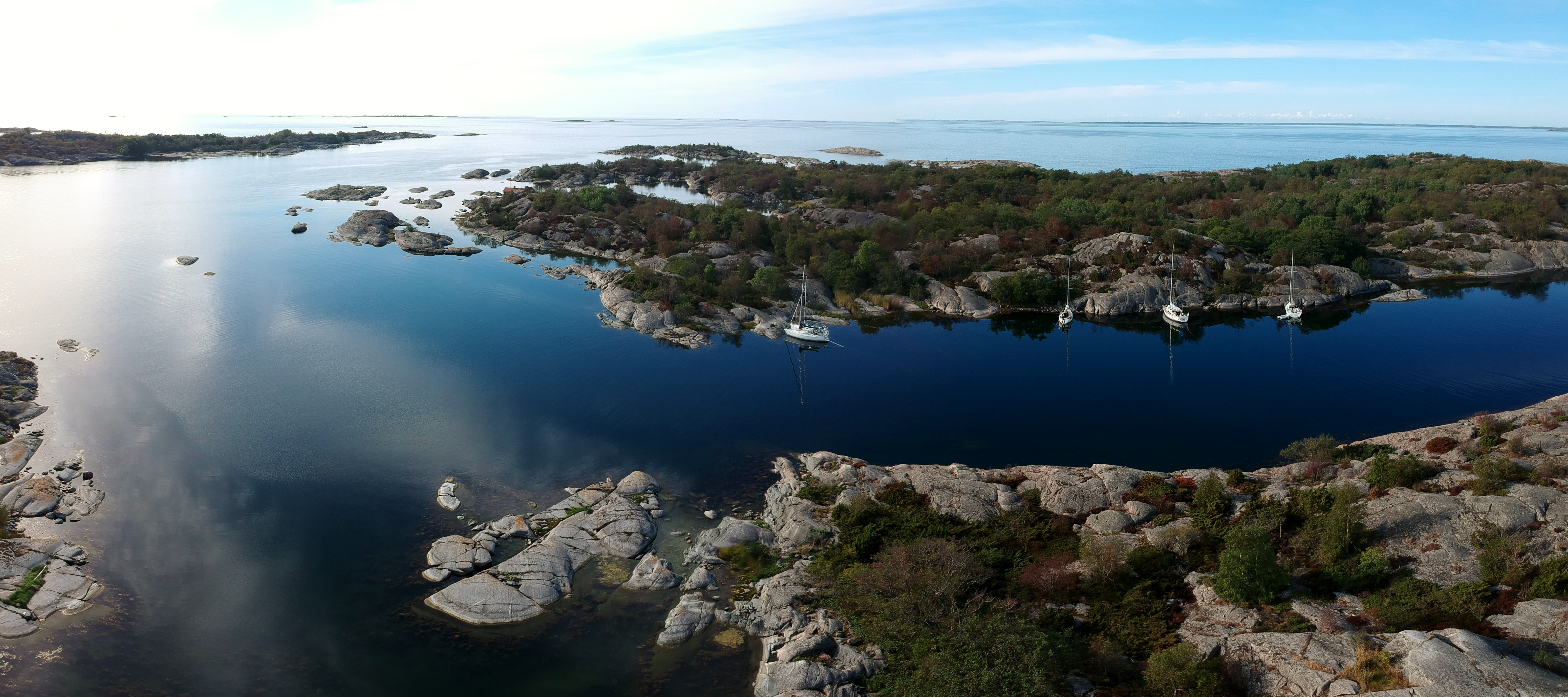
Flygfoto av Björkskär tagit från norr.

Björkskär som ingår i Björkskärs skärgård är belägen i Värmdö kommun men ägs privaträttsligt av Lidingö stad. Ögruppen ligger cirka 8 M (15 km) ost om Möja. Närmaste ögrupp rakt söderut är Horssten på ett avstånd av cirka 3,5 M (6,5 km). Direkt norrut ansluter Melkobbarna och Lilla Nassa skärgård.
Björkskärs skärgård består av fyra större namngivna öar; Björkskär (även kallat Västerskär), Bodskär, Ljusskär och Långskär. I ögruppen ingår dessutom ett stort antal mindre kobbar och skär. Området har en utsträckning i nord-sydlig riktning på cirka 2 M (3,7 km) och i väst-ostlig riktning på cirka 1,5 M (2,8 km). Till de större öarna på den västra sidan hör Björkskär, där tillsynspersonalen för Björkskärs- och Lilla Nassa skärgård har sin sommarbostad, i den så kallade Lidingöstugan, ursprungligen uppförd av Kurt Heinecke som byggdes ut på sent 1900-tal. Där finns en skyddad hamn med bryggplatser. På den södra sidan finns Bodskär och i sydost Ljusskär med en fyr placerad på den ostligaste udden. Det långsmala Långskär mitt i ögruppen är den största ön med en utsträckning i nord-sydlig riktning på cirka 1,4 km och en maximal bredd i ost-västlig riktning på cirka 350 meter. Öster om Långskär återfinns Skinnbroken och Segelgrunden.

## Historia
Ursprungligen ägdes de båda skärgårdarna Björkskär och Lilla Nassa av kronan. Dokument finns som anger att kronan angavs som ägare redan på 1440-talet. I ett brev utfärdat 1648 av drottning Kristina riktat till rikets adel och ridderskap, under en tid då Sveriges ekonomiska situation var hårt pressad, erbjöd hon adeln att köpa ut en del av kronans egendomar för att förbättra statsfinanserna och slippa att höja den redan höga allmänna skatten i riket. Samma år köpte Anders Gyllenklou de båda ögrupperna. Under det följande århundradet genomgick ögrupperna många ägarbyten och 1740 köpte Lidingöbon Jan Betulin den ena halvan av egendomen för 370 daler kopparmynt och några år senare den andra halvan för 300 daler kopparmynt, totalt 670 daler kopparmynt. Det slutliga köpekontraktet skrevs under på Fjäderholmarna där Betulin drev en krog. Bofast befolkning på Björkskär finns angivet första gången i en mantalslängd från 1771. Mellan åren 1800–1860 varierar den bofasta befolkningen enligt mantalslängderna mellan sju och tio personer. Under samma tid ökar befolkningen på Stora Nassa från 12 personer 1830 till 19 personer år 1860.
På våren 1759 börjar Betulin känna sig skröplig och skriver i ett brev, "jag förnimmer så wäl af mina åhr, som min tilltagande kroppz bräcklighet och sjukdom, at min dödsstund närmare och närmare nalckas". Han skriver då ner sitt testamente (som daterats till den 16 april 1759) och testamenterar Björskskärs- och Lilla Nassa skärgård till sin dräng Stephan Matsson med förbehållet att Matsson och hans arvingar årligen måste erlägga 60 daler kopparmynt till Lidingö sockens fattigkassa, att betalas på "Thomasmesso dag" (21 december) till kyrkoherden i Lidingö församling, ”men bewisligen vid stormåhr, betalar han hälftten eller trettjo daler dito mynt”. Om betalningen något år uteblev eller Matsson eller hans arvingar arrenderade ut öarna eller på något sätt misskötte arvet, skulle ögrupperna enligt testamentet tillfalla Lidingö socken. Matsson bosatte sig så småningom på Björksskär och bildade familj. I slutet av 1880-talet hade efterlevande släktingar till Matsson misskött betalningarna under flera år. Vid denna tid hade det ursprungliga kravet på en årlig avgift lagts upp som ett arrendeavtal mellan Lidingö socken och de två arrendatorerna Johan Erik Söderberg, lantbrukare vid Berg på Möja, och Johan Eriksson i Stornasan (Stora Nassa) som var släkt på långt håll med Matsson. 1886 tvingades de två arrendatorerna genom ett domslut frånträda sin rätt till öarna efter en rättslig tvist om ägarförhållandena och under flera år uteblivna arrendeavgifter. 1887 tecknade Lidingö socken ett nytt arrendeavtal med J.F.C. Rydberg, svåger till Johan Erik Söderberg vid Berg på Möja, som även han fick problem att betala arrendet.
I samband med dessa arrendetvister hörde Möja kommunalnämnd av sig till Lidingö köping och ifrågasatte Lidingö som rättmätig ägare av Björkskärs och Lilla Nassa skärgårdar. Att Lidingö ägde öarna bekräftades vid en juridisk granskning av Betulins testamente och den 15 juli 1909, fick Lidingö köping ut en regelrätt lagfart på fastigheten.
1920 erbjöd sig Kurt Heinecke att arrendera öarna i 20 år med en avgift på 1000 kronor per år. Hans avsikt med den ovanligt höga arrendeavgiften, var att få tillåtelse att fridlysa hela området och förhindra tillträde för fiske och jakt, vilket accepterades av Lidingö. Heinecke uppförde en mindre stuga på Björkskär som är ursprunget till nuvarande sommarbostad för områdets tillsynspersonal. 1937, tre år innan det 20-åriga avtalet löpte ut önskade Heinecke frånträda arrendet då han blivit sjuk, men erbjöd sig trots detta att betala de resterande avgifterna fram till 1940. När Heineckes arrende gick ut utarbetade Drätselkammaren ett köpekontrakt och föreslog att man skulle försöka sälja ut de båda skärgårdarna för totalt 25 000 kronor. Detta förslag avslogs dock av kommunfullmäktige och öarna behölls i Lidingös stads ägo. Några år senare erbjöd sig Carl Smitts fond ”för främjande havsfiske” att köpa öarna för 40 000 kronor med avsikt att bygga en stor fiskehamn på Björkskär, men även detta förslag avslogs. Många turer följde där olika alternativ diskuterades vad man egentligen skulle använda öarna till som inte gav några inkomster. Till slut beslutade Lidingö stad att för överskådlig framtid behålla ögrupperna och hålla dessa tillgängliga för allmänheten för främjande av båtliv och rekreation.
En av de sista tillsynmännen över Björksärs skärgård var Ville Lindberg från Ramsmora på Möja, död omkring 1945.

## Björkskärs skärgård idag
På Björkskär finns telefon, en stuga där man kan övernatta enstaka nätter, sopmaja samt bastu. Under sommarsäsongen gästas ögruppen av ett stort antal övernattande fritidsbåtar genom att det är förhållandevis lättnavigerat ut till öarna med utgångspunkt från exempelvis Möja och ön Äggekobb, och att det finns en väl skyddad hamn med en viss service. Vid en rak ostlig kurs (90°) från ostsidan på Äggekobb är det cirka 3,5 M till Björkskärets södra inlopp mellan Björkskär och Bodskär och helt fritt från grynnor bortsett från en undervattenssten på 2 m djup, 0,5 M från ögruppen.
Även Lilla Nassa skärgård strax norr om Björkskärs skärgård som ingick i Jan Betulins köp av Björksskärs skärgård på 1740-talet, ägs av Lidingö stad.

## Fiskerika vatten
Anledningen till att Stockholmare som Jan Betulin på 1700-talet hade nytta av öar i den yttre skärgården, som på den tiden låg på flera dagars seglats från Stockholm, antas främst ha sin orsak i möjligheten att bedriva storskaligt strömmingsfiske och jaga säl på eget fiskevatten eller få direkta inkomster genom att hyra ut rätten till fiske och jakt som var en av de huvudsakliga näringarna i skärgården under flera århundraden. I området omkring Björkskär, Lilla Nassa och Stora Nassa skärgård bedrevs det under flera hundra år ett omfattande fiske och öarna fick tidigt en bofast befolkning på grund av de fiskerika vattnen.

### Fotnoter
1. ↑  Anders Gyllenklou var på 1650-talet president i hovrätten över Pommern och Rügen.
2. ↑  Med ”stormåhr” avses år med mycket dåligt väder som drog ner fiskefångsterna.
3. ↑  Sörenson, Ulf (2010). Roland Svensson – Ömänniskan. Stockholm: Max Ström. sid. 20. ISBN 978-91-7126-175-5. https://issuu.com/provlas/docs/9789171261755/20